# Liste italienischer Adelsfamilien
Diese Liste soll Familien Italiens umfassen, die vom römisch-deutschen bzw. dem österreichischen Kaiser, dem Heiligen Stuhl, dem Königreich Italien oder anderen ehemaligen italienischen Königen und Fürsten als Mitglieder des Adelsstandes anerkannt wurden.

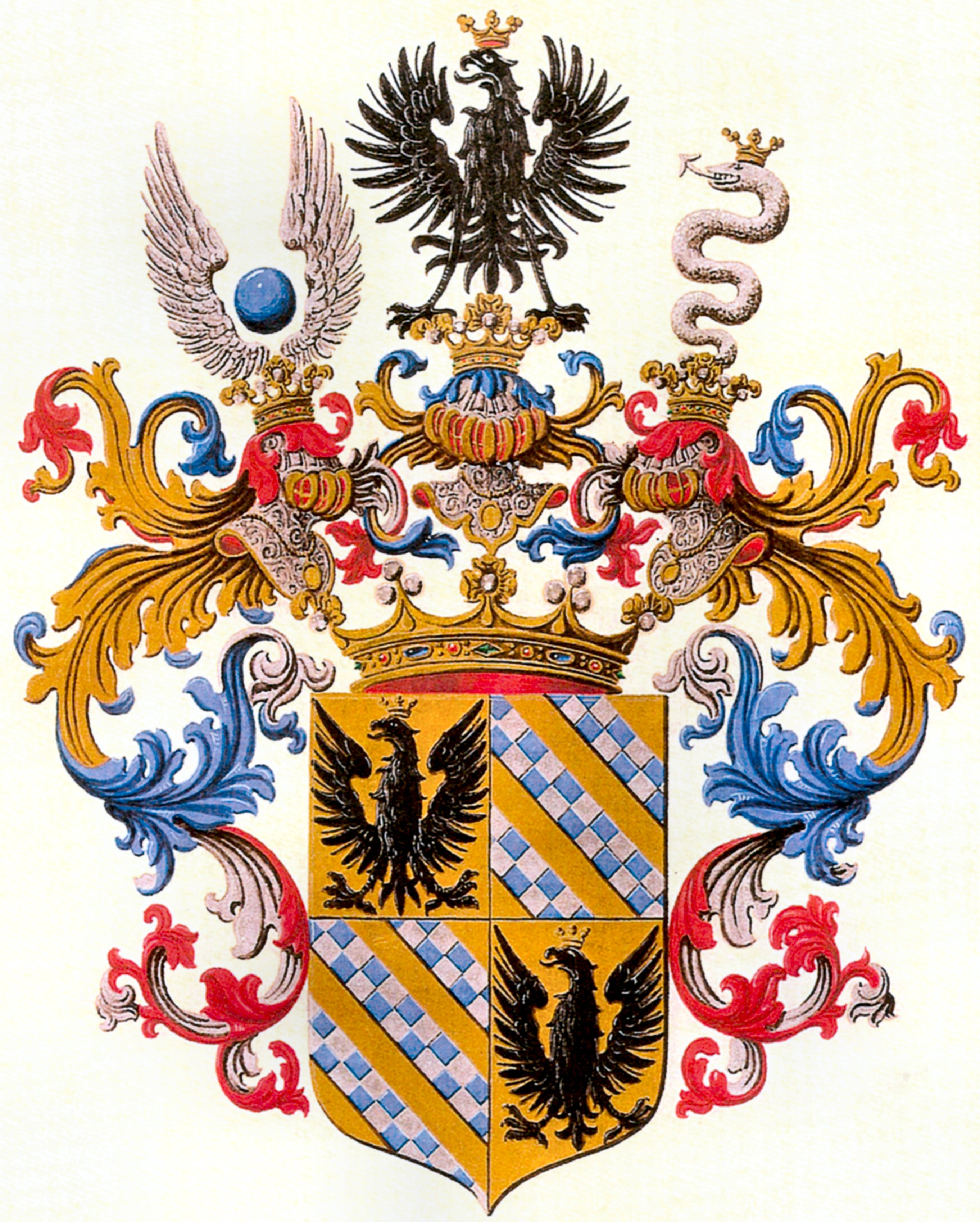
Italienisches Wappen der Grafen Marenzi 1932

| Name                  | Herkunft                   |
| --------------------- | -------------------------- |
| Albizzi               | Florenz                    |
| Amidei                | Florenz (ursprünglich Rom) |
| Borgia                | Rom (ursprünglich Spanien) |
| Braida                | Piemont                    |
| Brignole              | Genua                      |
| Colonna               | Rom                        |
| Contarini             | Venedig                    |
| Dandolo               | Venedig                    |
| Doria                 | Genua                      |
| Este                  | Ferrara                    |
| Farnese               | Orvieto und Viterbo        |
| Fieschi               | Genua                      |
| Gelmini von Kreutzhof | Südtirol                   |
| Gonzaga               | Mantua                     |
| Grimaldi              | Genua (später Monaco)      |
| Malatesta             | Rimini und Pesaro          |
| Marenzi               | Lombardei                  |
| Medici                | Florenz                    |
| Orsini                | Rom                        |
| Della Rovere          | Savona (später Urbino)     |
| Haus Savoyen          | Savoyen und Piemont        |
| Scaliger              | Verona                     |
| Sebregondi            | Lombardei                  |
| Sforza                | Mailand                    |
| Spinola               | Genua                      |
| Strozzi               | Florenz                    |
| Visconti              | Mailand                    |